# Aurore Broutin
Pour les articles homonymes, voir Broutin.
Aurore Broutin est une actrice et directrice de casting française, née à Dunkerque le 18 novembre 1982.

## Biographie
Après des études en lettres modernes et en arts du spectacle, Aurore Broutin part pour Milan en 2004, afin de se perfectionner à la Scuola del Piccolo Teaotro de Luca Ronconi et au Théâtre La Ribalta. Entre 2004 et 2007, elle suit une formation à l’école Ange Magnétic Théâtre sous la direction d’Antoine Campo.
Elle crée ensuite sa propre compagnie théâtrale La Patte folle et monte Leçon d’anatomie, un monologue du canadien Larry Tremblay. En 2008, elle enchaîne avec le téléfilm de Charlotte Brandström, L’Affaire Bruay-en-Artois avec Tchéky Karyo.
Pour le cinéma, elle tourne pour des cinéastes confirmés, tels que Bruno Dumont, Noémie Lvovsky, Jacques Doillon, Emmanuel Finkiel, Bouli Lanners, Anne Fontaine et François Ozon.
Elle s’intéresse à la technique et participe à l’organisation des castings pour Romain Gavras, Cédric Klapisch, Jean-Paul Civeyrac, Emmanuelle Bercot et Cyprien Vial. Son premier long-métrage, Marthy, est en développement avec Les Films Pelléas.

## Filmographie

### Cinéma

#### Longs métrages
- 2010 : Rendez-vous avec un ange de Sophie de Daruvar et Yves Thomas : la prostituée chic
- 2010 : Notre jour viendra de Romain Gavras : la mariée
- 2011 : Hors Satan de Bruno Dumont : la routarde
- 2011 :  Hénaut Président de Michel Muller : Florence Hénaut
- 2012 : Augustine d’Alice Winocour : la malade illuminée
- 2012 : Camille redouble de Noémie Lvovsky : l'infirmière
- 2012 : Quand je serai petit de Jean-Paul Rouve : la vendeuse de bijoux
- 2012 : Superstar de Xavier Giannoli : l'employée de mairie
- 2012 : Un enfant de toi de Jacques Doillon : serveuse à l'anniversaire
- 2012 : Tu seras un homme de Benoît Cohen : serveuse en bord de mer
- 2013 : Week-ends d’Anne Villacèque : la femme au supermarché
- 2013 : Une histoire banale d’Audrey Estrougo : la fille agressée
- 2014 : Mon amie Victoria de Jean-Paul Civeyrac : la cafetière
- 2014 : Bébé tigre de Cyprien Vial : Patricia
- 2014 : Les Souvenirs de Jean-Paul Rouve : la serveuse
- 2015 : Je ne suis pas un salaud d’Emmanuel Finkiel : l’hôtesse intérim
- 2015 : La Tête haute d’Emmanuelle Bercot : Maman scandale
- 2015 : Les Premiers, les Derniers de Bouli Lanners : Esther
- 2016 : La Taularde d’Audrey Estrougo : Safia
- 2018 : L'Apparition de Xavier Giannoli : Cécile
- 2018 : Lola et ses frères de Jean-Paul Rouve : Maryline
- 2019 : Blanche comme neige d'Anne Fontaine : Muriel
- 2020 : Police d'Anne Fontaine : la psychologue
- 2020 : Été 85 de François Ozon : l’éducatrice
- 2021 : Suprêmes d’Audrey Estrougo : Gigi
- 2021 : After Blue (Paradis sale) de Bertrand Mandico : Halga
- 2022 : Rodéo de Delphine Deloget : l’infirmière
- 2023 : Les Cadors de Julien Guetta : Madeleine
- 2023 : Ma France à moi de Benoît Cohen : Héléna
- 2024 : Le Déluge de Gianluca Jodice : Elisabeth
- 2025 : Les Tuche : God Save the Tuche de Jean-Paul Rouve : Membre d'équipage ferry
- 2025 : La Venue de l'avenir de Cédric Klapisch : Madame Michard

#### Courts métrages
- 2016 : The Unmanned 1922 : The Uncomputable de Fabien Giraud et Raphaël Siboni : Shulamit
- 2019 : Les Mains sales d'Aurore Broutin : l'inspectrice

#### Casting
- 2010 : Notre jour viendra de Romain Gavras : assistante
- 2011 : Ma part du gâteau de Cédric Klapisch : assistante
- 2012 : Augustine d’Alice Winocour : petits rôles et figuration
- 2012 : Quand je serai petit de Jean-Paul Rouve : petits rôles, enfants et figuration
- 2014 : Samba d’Éric Toledano et Olivier Nakache : collaboration
- 2014 : Mon amie Victoria de Jean-Paul Civeyrac : directrice
- 2014 : Bébé tigre de Cyprien Vial : directrice
- 2014 : La Vie en grand de Mathieu Vadepied : collaboration
- 2015 : Les Chevaliers blancs de Joachim Lafosse : collaboration
- 2015 : Je ne suis pas un salaud d’Emmanuel Finkiel : petits rôles et enfants
- 2015 : La Tête haute d’Emmanuelle Bercot : enfants et collaboration
- 2015 : Maryland d’Alice Winocour : directrice
- 2015 : La Taularde d’Audrey Estrougo : petits rôles et figuration
- 2016 : Embrasse-moi ! d'Oshen et Cyprien Vial : figuration
- 2016 : La Douleur d’Emmanuel Finkiel: collaboration
- 2017 : Au revoir là-haut d'Albert Dupontel : enfants
- 2018 : Madame Hyde de Serge Bozon : collaboration
- 2018 : Lola et ses frères de Jean-Paul Rouve : petits rôles
- 2018 : Les Particules de Blaise Harrison : collaboration et coaching
- 2019 : Fête de famille de Cédric Kahn : enfants
- 2023 : Ma France à moi de Benoït Cohen : + coaching du rôle principal

#### Scénarios et réalisations
- 2019 : Les Mains sales d'Aurore Broutin (court-métrage)
- 2020 : Marthy[7] (en préparation)

### Télévision

#### Téléfilms
- 2002 : L'Affaire Bruay-en-Artois de Charlotte Brandström : Véronique Royer
- 2011 : La Part des anges de Sylvain Monod : la serveuse
- 2019 : Le Voyageur de Stéphanie Murat : Aline Mercier

#### Séries télévisées
- 2003 : Les Vivants et les Morts, 8 épisodes de Gérard Mordillat : Monique Pignard
  - 2003 : L’inondation
  - 2003 : L’annonce
  - 2003 : La trahison
  - 2003 : L’impossible
  - 2003 : L’aveu
  - 2003 : L’incendie
  - 2003 : L’explosion
  - 2003 : La libération
- 2016 : Engrenages, 1 épisode de Frédéric Jardin : Madame Renier
- 2019 : Marianne, 2 épisodes de Samuel Bodin pour Netflix : Caroline Daugeron
  - Saison 1, épisode 1 : Tu les rêves
  - Saison 1, épisode 2 : C’est coutume !
- 2020 : Cheyenne et Lola, 6 épisodes de Virginie Brac : Jenny
  - Saison 1, épisode 2
  - Saison 1, épisode 4
  - Saison 1, épisode 5
  - Saison 1, épisode 6
  - Saison 1, épisode 8
- 2021 : Alex Hugo, 1 épisode de Thierry Petit : Marine Rousseau
  - Episode 21 : Seuls au monde
- 2023 : Les Disparus de la Forêt-Noire d’Ivan Fegyveres : Léa
- 2023 : Fortune de France de Christopher Thompson : Alazais
- 2023 : Le Remplaçant de Stéphanie Murat : Mireille

#### Casting série
- 2016 : Aurore de Laetitia Masson : rôles enfants

## Théâtre
- 2007 : Cris et chuchotements d'Ingmar Bergman, mise en scène Licinio da Silva, L'Ange Magnétic Théâtre
- 2007 : L'enfant aux cheveux bleus d’Antoine Campo, mise en scène de l’auteur, Théâtre Berthelot Montreuil
- 2007-2008 : Leçon d'anatomie de Larry Tremblay, mise en scène Aurore Broutin, Paris et Lille
- 2008 : Les Justes d'Albert Camus, mise en scène Bartolo Filippone, Paris.
- 2008 : Take my hand de Violaine Debarge, mise en scène de l’auteur, région Nord Pas-de-Calais
- 2010 : Littoral de Wajdi Mouawad, mise en scène Antoine Lemaire, Théâtre Massenet Lille
- 2010 : Les Putes d'Aurelio Grimaldi, mise en scène Marie Denarnaud, Théâtre du Rond-Point Paris
- 2013 : Déguisés pour le paradis création sur Frida Kahlo de Violaine Debarge, mise en scène de l’auteur, Théâtre Massenet Lille